# 珍富駅
珍富駅（チンブえき）は、大韓民国江原特別自治道平昌郡にある韓国鉄道公社（KORAIL）京江線の駅である。五台山（オデサン）という副駅名がある。
2018年平昌オリンピック・パラリンピックの開・閉会式が行われた平昌オリンピックスタジアム（仮設）の最寄り駅であり、大会期間中は当駅から観客シャトルバスが運行された。

## 歴史
- 2017年12月22日 - 京江線西原州 - 江陵間開通に伴い開業。

## 隣の駅
韓国鉄道公社
京江線
平昌駅 - 珍富駅 -（大関嶺信号場）-（南江陵信号場）-（青良信号所）- 江陵駅